# Henry Milton Taylor
Henry Milton Taylor (ur. 4 listopada 1904 na Long Island, zm. 14 lutego 1994) – bahamski polityk, w latach 1988 - 1991 gubernator generalny Bahamów (faktycznie, formalnie od marca do grudnia 1991).
W roku 1953 Milton Taylor znalazł się w gronie głównych założycieli Postępowej Partii Liberalnej, do dziś będącej jednym z dwóch głównych ugrupowań politycznych Bahamów, i przewodniczył jej aż do 1967. W 1980 otrzymał od Elżbiety II tytuł szlachecki. W latach 1981–1988 był zastępcą gubernatora generalnego, a następnie został p.o. gubernatora. Jego oficjalna nominacja nastąpiła dopiero w marcu 1991. 1 stycznia 1992 przeszedł na emeryturę, na której przeżył nieco ponad dwa lata. 